# Томсен, Юлиус
Ханс Петер Йёрген Юлиус То́мсен (дат. Hans Peter Jørgen Julius Thomsen; 16 февраля 1826 года, Копенгаген, Дания — 13 февраля 1909 года, там же) — ведущий датский химик 19 века. Является одним из основоположников классической термодинамики.
Член Датского королевского общества наук (с 1860 года) и его президент в 1888—1909 годах. Иностранный член Лондонского королевского общества (1902).
Получил медаль Дэви от Королевского общества.

## Биография
Юлиус Томсен родился в Копенгагене. После окончания Политехнического института в Копенгагене (1846 год) преподавал там же, затем в военной школе. В 1866—1901 годах — профессор Копенгагенского университета, хотя от активной деятельности он отошёл ещё в 1891 году. В 1883—1902 годах — директор Политехнического института в Копенгагене. 

## Научная деятельность
Основные работы Томсена посвящены термохимии. Начиная с 1852 года Томсен выполнил термохимические исследования важнейших химических реакций. В 1853 году он разработал промышленный способ получения соды и сульфата аммония из криолита (этот способ был вытеснен способом Сольве). Процесс производства соли из криолита, добываемого на западном побережье Гренландии, был начат в 1857 году. В том же 1853 году высказал положение, связывающие химическое сродство двух веществ с количеством теплоты, которая выделяется при их взаимодействии.
В 1866 году Томсен сформулировал правило, согласно которому каждый простой или сложный химический процесс сопровождается тепловым эффектом, и в системе взаимодействующих веществ вероятен тот процесс, который протекает с наибольшим выделением теплоты. Развивая идеи Томсена, французский учёный Марселен Бертло выдвинул в 1867 году принцип максимальной работы (принцип Бертло-Томсена), согласно которому все самопроизвольные процессы идут в направлении наибольшего теплообразования.
В 1882—1886 годах Томсен опубликовал фундаментальный труд «Термохимические исследования» (в 1908 году под названием «Термохимия» работа была переведена на английский язык). В 1895 году предложил так называемую лестничную форму графического изображения периодической системы химических элементов.
В 1880 году стал членом Шведской королевской академии наук.